# Diecezja Tsiroanomandidy
Diecezja Tsiroanomandidy – diecezja rzymskokatolicka na Madagaskarze, powstała w 1949 jako prefektura  apostolska. Podniesiona do rangi diecezji w 1958.

## Biskupi diecezjalni
Biskupi
- bp Gabriel Randrianantenaina, (od 2021)
- bp Gustavo Bombin Espino, O.SS.T. (2003–2017)
- bp Jean-Samuel Raobelina, M.S. (1978–2001)
- bp Angel Martínez Vivas, O.SS.T. (1958–1977)

Prefekci apostolscy
- bp Angel Martínez Vivas, O.SS.T. (1949–1958)